# Победа в Энтеббе
«Победа в Энтеббе» (англ. Victory at Entebbe) — американский телефильм 1976 года режиссёра Марвина Дж. Чомски, создан для показа по каналу ABC. События фильма посвящены операции израильских сил в Энтеббе (Уганда) 4 июля 1976 года, закончившейся освобождением заложников, удерживаемых в здании аэропорта. 
Роли исполнили: Линда Блэр, Энтони Хопкинс, Берт Ланкастер, Элизабет Тейлор, Кирк Дуглас. Роль Иди Амина исполнил Джулиус Харрис, заменив выбранного на эту роль Годфри Кэмбриджа, умершего от сердечного приступа . 
Фильм был показан в кинотеатрах Европы; изображение героизма израильских солдат побудило палестинских радикалов организовать взрывы в Германии и в Италии, утверждая, что фильм был сионистской пропагандой. 
Этот фильм стал первой экранизацией операции, за ним последовали ещё 3 экранизации: «Рейд на Энтеббе» (1977), «Операция Йонатан» (1977), «Операция „Шаровая молния“» (2018). Хотя создатели обоих фильмов «Победа в Энтеббе» и «Рейд на Энтеббе» полагались на звёздный состав актёров, фильмы не стали сенсацией. 
Фильм был номинирован на четыре премии «Эмми» (29-я церемония), в том числе сценарист Эрнест Киной.

## Описание сюжета
Воспользовавшись пересадкой в Афинах на борт самолёта проникают четверо террористов: двое немцев и двое палестинцев. Они приказывают самолёту лететь в Уганду. Террористы выдвигают требование освободить своих товарищей, заключённых в израильских тюрьмах, угрожая расстрелять заложников к определённому сроку. 
Президент Иди Амин посещает заложников, демонстрируя своё к ним расположение, но не освобождает людей; напротив, угандийская пехота образует внешний периметр. 
Кабинет министров Израиля решает провести дерзкую операцию. Израильский спецназ пролетает несколько тысяч км на самолётах и освобождает заложников

## В ролях
- Хельмут Бергер — Уилфрид Бёзе.
- Линда Блэр — Хана Вильновски
- Кирк Дуглас — Хершель Вильновски
- Ричард Дрейфус — полковник Йонатан Нетаньяху
- Хелен Хейс — Этта Гроссман Уайз
- Дэвид Грох — Бенджамин Уайз
- Энтони Хопкинс — Ицхак Рабин
- Берт Ланкастер — Шимон Перес
- Элизабет Тейлор — Эдра Вильновски
- Джулиус Харрис — Иди Амин
- Теодор Бикель — Яков Шломо
- Харрис Юлин — генерал Дан Шомрон
- Кристиан Маркан — капитан Дюка
- Джессика Уолтер — Номи Харун
- Стефан Гиераш — генерал Гур
- Давид Шейнер — Аарон Олав
- Северн Дарден — Моше Мейер
- Aллан Миллер — Натан Харун
- Биби Беш — Бригитта Кульман

## Комментарии
1. ↑  At one point, Joseph Olita was also approached to play Amin in Victory at Entebbe.[2]